# Thirteen (álbum)
TH1RT3EN  —en español: Trece— es el decimotercer álbum de estudio de la banda norteamericana de Thrash metal Megadeth. Fue publicado el 1 de noviembre de 2011 en Estados Unidos siendo el segundo álbum de Megadeth lanzado en esa fecha (después de Youthanasia en 1994), y el 26 de octubre de 2011 en Japón. Thirteen es el tercer y último álbum de la banda acordado por contrato con Roadrunner Records. Es el primer álbum de Megadeth desde The World Needs a Hero en 2001 con la participación del bajista y miembro fundador David Ellefson.
En principio se esperaba, de acuerdo a los requerimientos contractuales, que aparecieran doce canciones en el álbum, con una de ellas siendo un bonus track sólo disponible en Japón, sin embargo, luego se reveló que fueron grabadas trece canciones.

## Escritura, grabación y producción
En julio de 2010, mientras Shawn Drover estaba siendo entrevistado acerca del reciente éxito del anterior álbum de la banda, Endgame, reveló que Megadeth comenzó a "charlar acerca de un nuevo álbum" y explicó que aunque la banda se encontraba en "modo tour", ya tenían "un par de ideas" en las que habían empezado a trabajar. En una entrevista posterior con respecto a las canciones que la banda estaba grabando para su decimotercera obra, Mustaine explicó que el material es una mezcla de canciones que había escrito previamente en su carrera, y algunas nuevas composiciones.
El 17 de noviembre de 2010, Dave Mustaine hizo un anuncio oficial a través de la Megadeth Cyber Army Chat Room en la web oficial de la banda, de que Megadeth próximamente estaría grabando su nuevo trabajo de estudio, posiblemente en Vic's Garage (el estudio personal de Megadeth). Poco después, Mustaine dijo; "Ahora mismo tengo a Ken Eisennagel, tal vez lo recuerden por haber realizado la ingeniería de todas las fases de pre-produccón de los dos últimos lanzamientos de Megadeth, bueno, él está aquí en Vic's Garage utilizando las cosas nuevas en las que estoy trabajando… aunque no lo crean, ya tenemos 5 canciones terminadas!" A pesar de esto, no se reveló ninguna fecha de lanzamiento.
En una entrevista antes de un concierto en Auckland, Nueva Zelanda, Mustaine anunció que este sería el último lanzamiento que realizarán con Roadrunner Records. Al mismo tiempo, mencionó que Roadrunner estaba tratando de darle a la banda una "nueva imagen", Dave expreso su frustración para con el sello, diciendo que "El trato había sido terrible a lo largo de los años, y el simplemente no quería soportarlo más." Mustaine estableció que "Se retiraría antes de seguir tocando de esta manera", y que en el futuro, la banda podría lanzar sus discos de forma independiente.
Hablando con Ultimate Guitar en diciembre de 2010, el bajista David Ellefson dijo que "Ahora hay algunas ideas que empezamos a componer individualmente", y aclaró que la banda no llegaría al estudio hasta el 2011. Ellefson llamó a aquellas ideas "muy pesadas", especulando que podrían estar influenciadas por las interpretaciones en vivo del álbum Rust in Peace, y aseguró que los fanes no se decepcionarán con las nuevas canciones.
El 31 de enero de 2011, Mustaine publicó en Twitter: "Trabajando hoy en el estudio con las partes de guitarra! Los amo a todos.", sugiriendo que las grabaciones que seguirían a las de Endgame habían empezado. Mustaine también declaró que el nuevo álbum sería "más como Endgame." En contradicción, en junio de 2011, el líder de la banda estableció que el disco sería "Diferente, cien por ciento diferente, a todo lo que habían hecho antes ya que la guitarra sonaba muy distinta, bastante moderna." Él comparó el sonido con "el viejo y clásico Sabbath y con un poco de filo moderno como el de Queens of the Stone Age."
En julio de 2011 en una entrevista con sonicexess.com, se le preguntó a Ellefson acerca del nuevo álbum. El bajista aclaró que el álbum ya se encontraba en proceso de mezclado. Cuando se le preguntó si este álbum podía ser comparado con cualquier otro trabajo de Megadeth, Ellefson dijo que "es parecido a las interpretaciones de Countdown to Extinction". También anunció que se estaban planteando varias ideas para el título del disco y que no se había confirmado ninguna fecha para su lanzamiento.
Siendo entrevistado por Amy Kelly de Ultimate Guitar, el guitarrista Chris Broderick comparó algunas partes del álbum específicamente con Peace Sells... but Who's Buying?, Rust in Peace, o Countdown to Extinction, pero además estableció que "Es un cd muy diverso. No es como un o de esos que pones y cada tema suena como el anterior. Tiene unos duros golpes de thrash y algunas cosas de sonido oscuro bastante geniales." En otra entrevista, Broderick dijo que el disco "suena simplemente muy salvaje" y sostuvo la diversidad del álbum, "nada es como copiado y pegado del resto de la discografía de Megadeth".
Comentando acerca de la calidad de una de las canciones de Thirteen, Mustaine declaró que "nunca había escuchado un disco con esa cantidad de buenos temas en él" desde que Guns N' Roses lanzó Appetite for Destruction en 1987.
El 3 de junio de 2011, fue anunciada una nueva canción, "Never Dead", sería incluida en un tráiler promocional para el nuevo videojuego de Konami, NeverDead, marcando la tercera vez en cinco años en la que la banda contribuyó un nuevo tema para promocionar un videojuego (siendo los otros dos: "Gears of War" en 2006 para promocionar Gears of War y "Sudden Death" en 2010 para incluirse en el Guitar Hero: Warriors of Rock). "Sudden Death" fue originalmente grabada para la franquicia del Guitar Hero, pero también fue confirmado que sería incluida en Thirteen.
El álbum fue producido por el productor norteamericano Johnny K. La banda eligió a Johnny en lugar de Andy Sneap (quien produjo los anteriores dos trabajos discográficos de Megadeth) debido a conflictos de programación. Drover notificó que trabajar con Johnny K fue una "explosión" y que el "compartía la misma visión" para el nuevo álbum.
El arte del disco fue diseñado por John Lorenzi, quien había contribuido anteriormente a otros dos lanzamientos de Megadeth, Endgame y United Abominations. El 7 de julio de 2011, Mustaine anunció a través de Twitter que a había escogido el título y la portada del álbum. El día siguiente se reveló que el título sería 13, con Mustaine comentando: "Empecé a tocar la guitarra a los 13, este es nuestro decimotercer álbum y yo nací el 13 de septiembre. Tan pronto como decidí llamarlo '13', empezé a ver el 13 en todas partes." Un día después se aclaró que el título sería "Th1rt3en" en lugar de 13.
La portada y la lista de reproducción del álbum fueron reveladas el 7 de septiembre de 2011.

### Acontecimientos extraños durante la grabación
Según Mustaine, la banda se encontró con varios acontecimientos extraños. En una entrevista con la revista Terrorizer, Dave relacionó estos eventos con "el número de la mala suerte (13)", explicó que "Este es nuestro decimotercer disco, y ya han pasado bastantes cosas extrañas. Problemas con el auto, desaparición del equipo, un tipo que trabajaba conmigo (que era el sujeto más correcto e impecable que pudieras imaginarte) cayó en un terrible problema de drogas y desapareció... pero todo esto me emocionó bastante!" Mustaine añadió anunciando en Twitter que el productor Johnny K "se enfermó de la nada", por lo que la banda detuvo la grabación por cierto tiempo.
Sin embargo, en una entrevista posterior en julio de 2011, cuando se le preguntó acerca del estigma que conllevaba el número 13, Mustaine dijo que "Hemos tenido muy buenas suerte, terminamos esta grabación en… en tiempo record"
Más adelante, a pesar de las supersticiones acerca del número 13, Mustaine dijo que en realidad la mala suerte estaba más relacionada con la fecha de lanzamiento del álbum, el 1 de noviembre; refiriéndose al lanzamiento de Youthanasia (que se puso en venta esa misma fecha en 1994), mencionó que MTV le "prohibió" a la banda tocar la entonces nueva canción "À Tout le Monde" (que MTV creía relacionó con el suicidio) en un show promocional televisado.

## Lanzamiento y promoción
Mustaine reveló que el álbum sería lanzado el 1 de noviembre. "Tienen la intención de lanzarlo el primero de noviembre. No estoy seguro si se supone que será el 1 o el 30 de noviembre, por que están tratando de hacernos tocar en un lugar para este lanzamiento." El álbum será lanzado con un bonus track antes en Japón, el 26 de octubre de 2011.
El álbum, se filtró para su descarga en Internet aproximadamente el 23 de octubre de 2011.

## Canciones
Mustaine informó que trece canciones habían sido preparadas en las sesiones, a pesar de que el contrato establecía que sólo doce serían incluidas en el álbum. Varias de las canciones del álbum había sido lanzado antes como bonus tracks en Youthanasia y en United Abominations.
"Black Swan" fue originalmente lanzado como una pista adicional para los miembros del club de fanes de la banda que preordenaron el álbum, United Abominations.
"Millennium of the Blind" fue originalmente escrita para el álbum Youthanasia, aunque Mustaine ha dicho que le recordaba demasiado a otra canción en la que estaba trabajando en ese momento, "Absolution" (la cual más tarde formaría parte de "Trust" del disco Cryptic Writings). Mustaine comentó que escribió la letra luego de ver la película Highlander.
"Never Dead" fue escrita para su inclusión en NeverDead, un videojuego de acción/fantasía en tercera persona.
"New World Order" fue previamente lanzado en forma de demo, en la remasterización de Youthanasia en 2004 y también en el soundtrack de Duke Nukem. Mustaine no usó la canción en Youthanasia porque él "no sentía que estuviera lo suficientemente terminado como para introducirlo al disco."
El 4 de julio de 2011 Megadeth estrenó una nueva canción titulada "Public Enemy No. 1" en un show en Hamburgo, Alemania. Mustaine dijo que "Public Enemy No. 1" trata del gánster de los años veinte, Al Capone. La inspración pudo haber venido de un incidente relacionado con "espíritus" mientras la banda estaba grabando en un edificio en Tennessee el cual Mustaine describió como un "escondite" de Capone.  Ellefson reveló en una entrevista que "Public Enemy No. 1" sería lanzado como sencillo.
En una entrevista con la estación de radio de Dallas–Fort Worth metropole, 97.1 KEGL, Mustaine reveló dos nuevo títulos, "We the People" y "Whose Life, is This Anyways?", y anunció que podrán formar parte del primer sencillo del álbum.

## Lista de canciones
| N.º | Título                        | Escritor(es)                        | Duración |  |
| 1.  | «Sudden Death»                | Mustaine                            | 5:09     |  |
| 2.  | «Public Enemy No. 1»          | Mustaine, Johnny K                  | 4:15     |  |
| 3.  | «Whose Life (Is It Anyways?)» | Mustaine                            | 3:50     |  |
| 4.  | «We the People»               | Mustaine, Johnny K                  | 4:33     |  |
| 5.  | «Guns, Drugs & Money»         | Mustaine, Johnny K                  | 4:20     |  |
| 6.  | «Never Dead»                  | Mustaine                            | 4:33     |  |
| 7.  | «New World Order»             | Mustaine, Ellefson, Friedman, Menza | 3:56     |  |
| 8.  | «Fast Lane»                   | Mustaine, Johnny K                  | 4:04     |  |
| 9.  | «Black Swan»                  | Mustaine                            | 4:10     |  |
| 10. | «Wrecker»                     | Mustaine, Johnny K                  | 3:52     |  |
| 11. | «Millennium of the Blind»     | Mustaine,                           | 4:15     |  |
| 12. | «Deadly Nightshade»           | Mustaine                            | 4:55     |  |
| 13. | «13»                          | Mustaine, Johnny K                  | 5:50     |  |

| Bonus track (en Japón) |                                |          |  |
| N.º                    | Título                         | Duración |  |
| 14.                    | «Public Enemy No. 1» (en vivo) | 4:11     |  |

## Personal
| Megadeth - Dave Mustaine – Voz, Guitarra rítmica, Guitarra líder - Chris Broderick – Guitarra líder, Guitarra rítmica - David Ellefson – Bajo eléctrico, Coros - Shawn Drover – Batería, Percusiones | Producción - Johnny K |